# Дрозд Іван Петрович
Іван Петрович Дрозд (нар. 26 червня 1963, м. Заліщики, Україна) — український громадсько-політичний діяч. Голова Заліщицької міської громади (з 25 жовтня 2020).

## Життєпис
Іван Дрозд народився 26 червня 1963 року в місті Заліщики (тепер Чортківський район) Тернопільської области України.

### Громадсько-політична діяльність
Голова Заліщицької РДА з 21 липня 2004 по 26 лютого 2005 року.
Перший заступник голови Заліщицької районної державної адміністрації (2005—2010).
Голова Заліщицької районної ради (2010—2020).
З 25 жовтня 2020 року — голова Заліщицької міської громади.